# Río (Acaya)

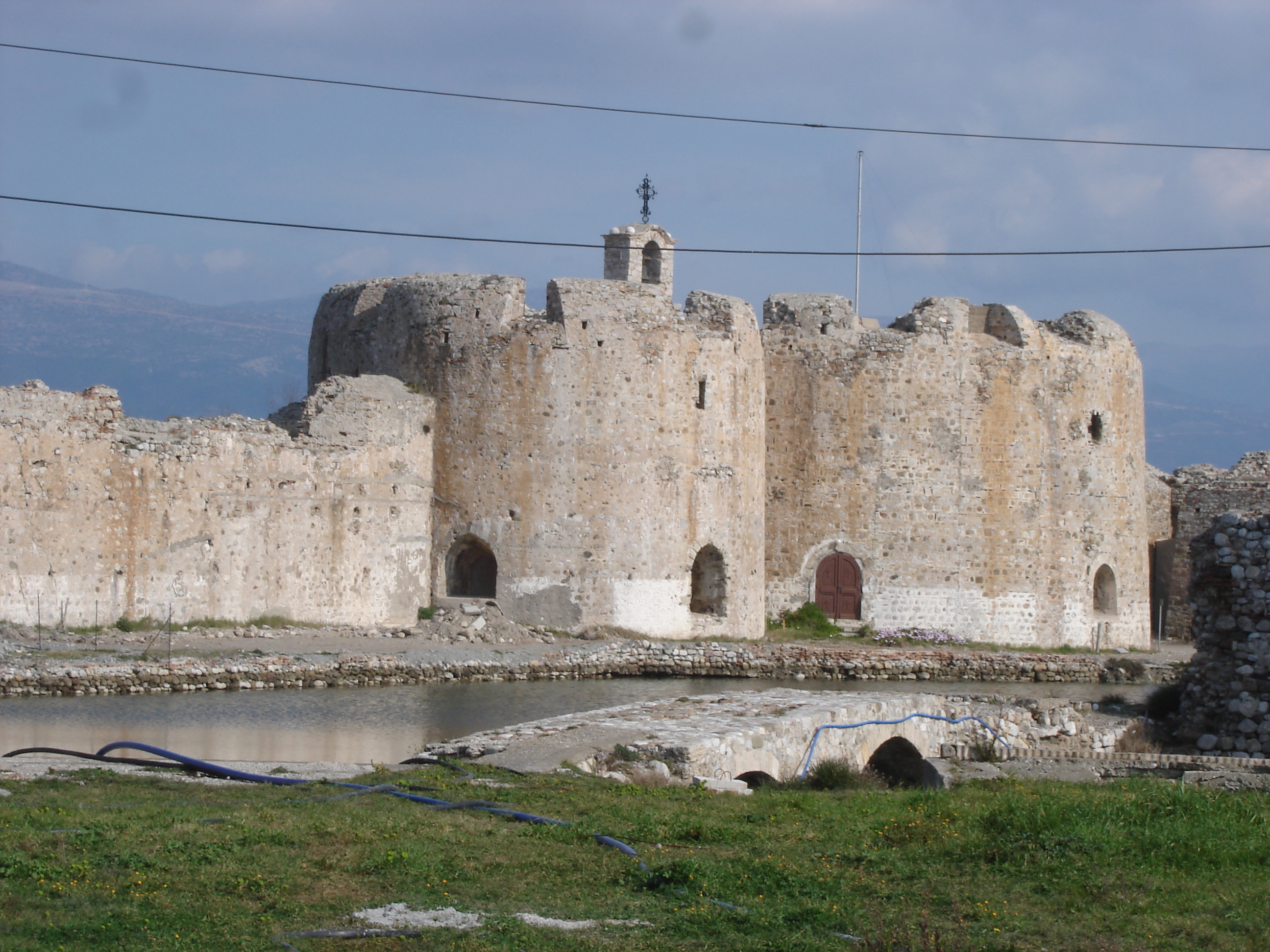
Castillo de Río, del.

Río (en griego antiguo, Ῥίον/Rhíon, en griego moderno, Ρίο/Río, latín, Rhium) es una localidad de Grecia, situada al norte del Peloponeso, en el golfo de Corinto, en el extrarradio de Patras. Desde la reforma del gobierno local forma parte del municipio de Patras, de la cual es una pedanía o unidad municipal. En el año 2011 la unidad municipal de Río tenía 14034 habitantes mientras la población del núcleo urbano de Río ascendía a 4664.

## Geografía e historia
La ciudad está ubicada a unos 7 km al norte de Patras y las une la carretera nacional GR-8. Está situado junto al cabo de su mismo nombre que ya era célebre en la Antigüedad, a la entrada del golfo de Corinto. El cabo que tenía enfrente, en la costa de Etolia se llamaba, por oposición, Antirrío o también Río de Etolia. Tucídides menciona que en Río de Acaya fue donde los peloponesios levantaron un trofeo, tras la batalla de Naupacto. El ateniense Alcibíades trató de levantar fortificaciones en Río años más tarde, en el 419 a. C., pero tropas de Corinto, Sición y otras ciudades que podían sentirse amenazadas por esas murallas se lo impidieron.
Su altitud en la parte baja es de 10 m y de 20 a 50 m en su parte este. 

## Infraestructuras
En Río se halla el segundo hospital de Patras. La Universidad de Patras es una de la más grandes de Grecia y también su campus. Próximo a ella está el puente de Río-Antírio.